# Orquia
La lex Orquia va ser una antiga llei romana, la primera de les anomenades lleis sumptuàries, presentada pel tribú de la plebs Gai Orqui l'any 183 aC, quan eren cònsols Quint Fabi Labeó i Marc Claudi Marcel. Establia el nombre màxim dels que podien assistir convidats a un banquet. Es diu que Cató es va oposar a aquesta llei, però també es va oposar més tard a la seva derogació.